# Wilhelm Schäperclaus

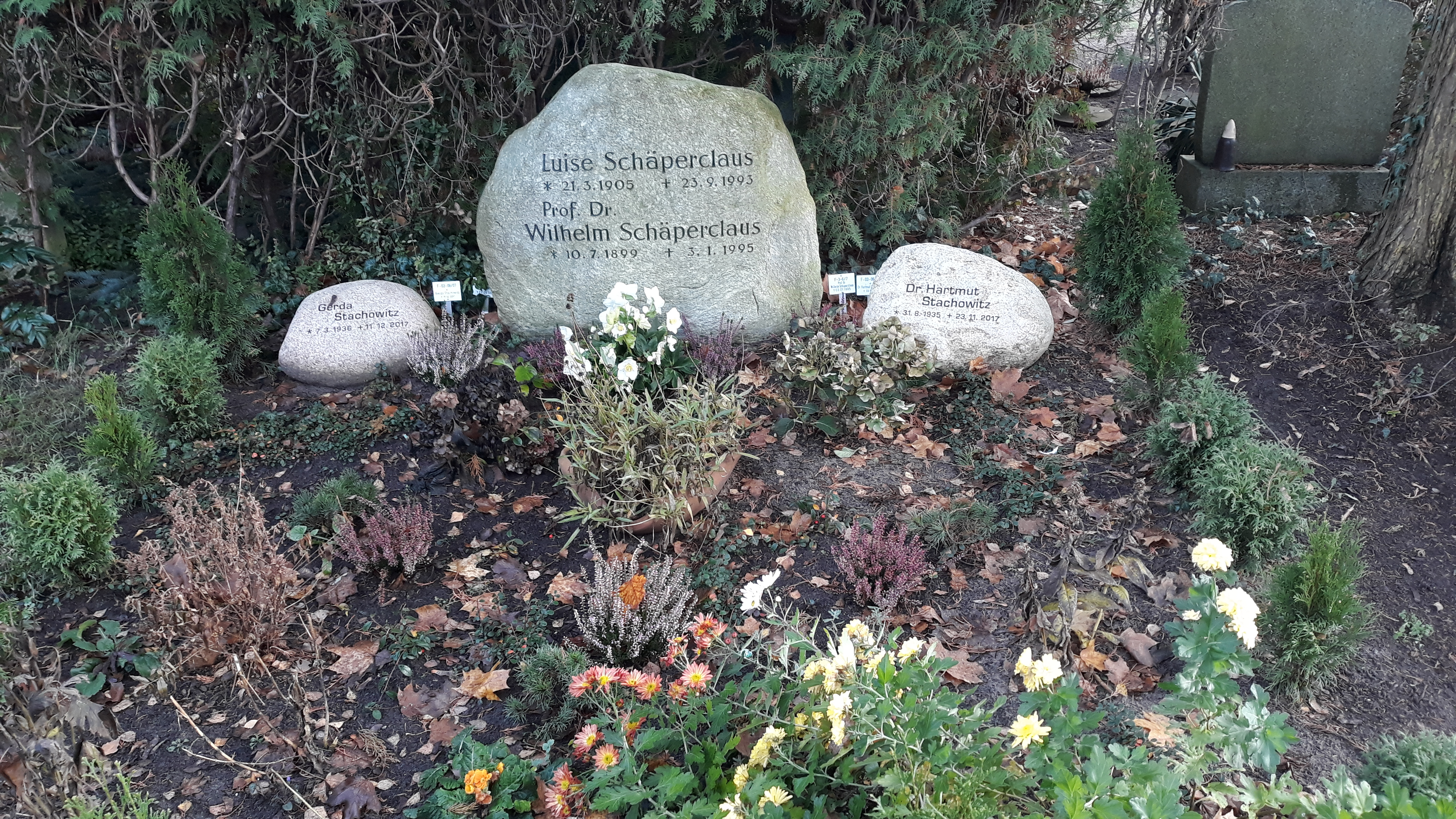
Grab von Wilhelm Schäperclaus und seiner Ehefrau Luise

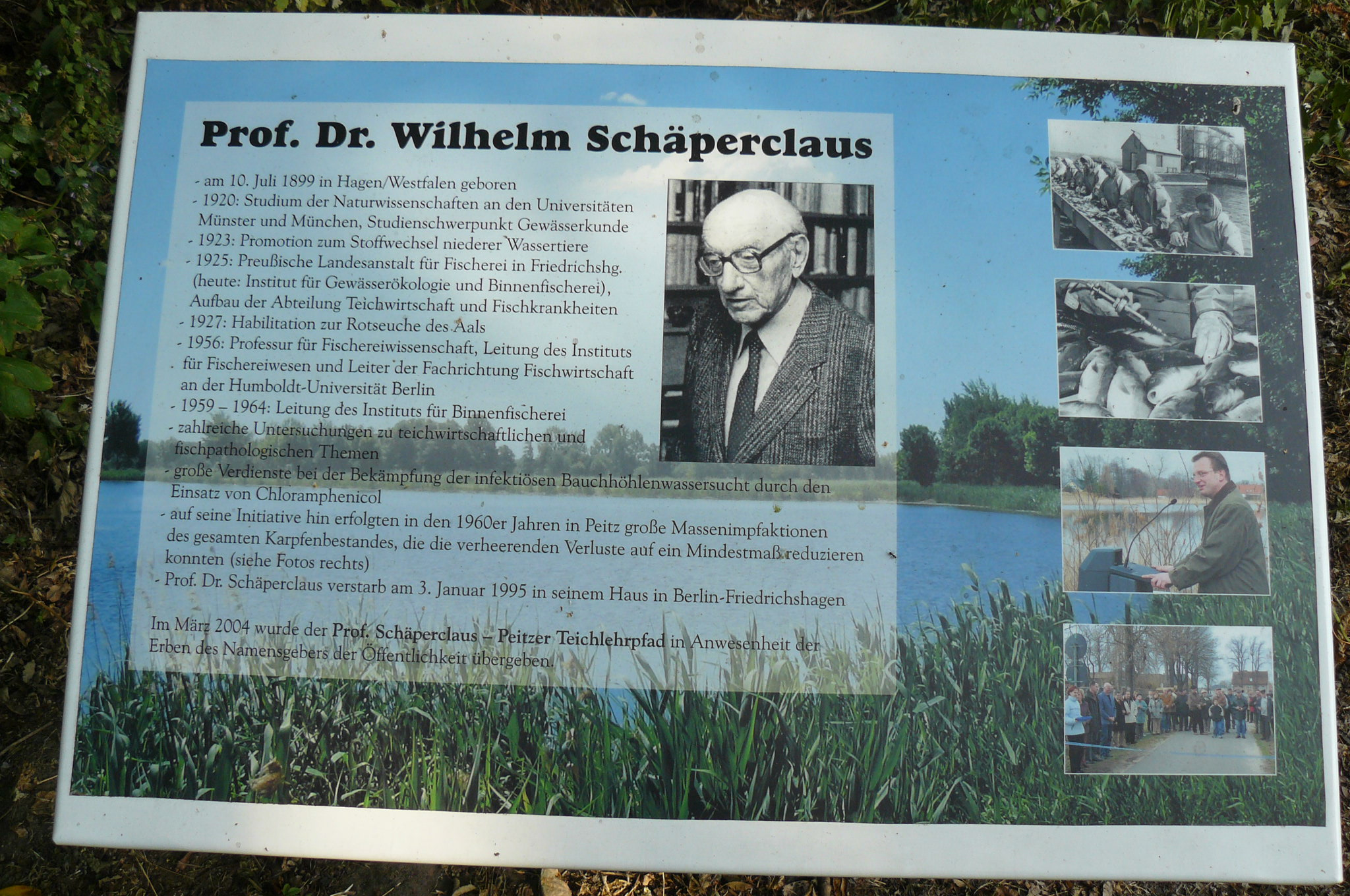
Infotafel in Peitz

Wilhelm Schäperclaus (* 10. Juli 1899 in Hagen; † 3. Januar 1995 in Berlin) war ein deutscher Fischereiwissenschaftler und Professor an der Humboldt-Universität Berlin sowie an der Preußischen Landesanstalt für Fischerei in Berlin-Friedrichshagen.

## Leben
Er war der Sohn des Philosophie-Professors und Studienrates Eduard Schäperclaus. Nach seinem Abitur an der Oberrealschule Hagen 1917 wurde er zum Kriegsdienst im Ersten Weltkrieg eingezogen. 1918 geriet er in britische Gefangenschaft. Nach seiner Heimkehr begann er 1920 in Münster und München ein Studium der Mathematik und der Naturwissenschaften. Er wurde 1924 bei Hans Helmuth Wundsch mit einer Arbeit über die Atmung niederer Wassertiere promoviert.
1927 habilitierte er sich für angewandte Zoologie und Fischzucht mit einem Werk über die Rotseuche des Aales an der Forstlichen Hochschule Eberswalde (HSE). Während des Zweiten Weltkrieges verwaltete Wilhelm Schäperclaus verschiedene Fischereiinstitute in Osteuropa, behielt aber auch seinen Lehrstuhl in Eberswalde. Im Jahr 1942 trat  er der NSDAP bei. Im Jahr 1951 publizierte er seine Entdeckung des Erregers der Samtkrankheit. 1952 wurde er zum Professor der Fischkrankheitskunde und Teichwirtschaft an der Humboldt-Universität Berlin berufen. 1956 bis 1962 war er Direktor des Instituts für Fischereiwesen in Berlin-Friedrichshagen.
Er forschte hauptsächlich im Bereich der Ernährung, Züchtung, Pathologie und Toxikologie der Nutzfische sowie die Bewirtschaftung von Seen und Teichen. Damit begründete er die moderne Binnenfischerei.
1957 wurde er zum Mitglied der Deutschen Akademie der Landwirtschaftswissenschaften.
1959 erhielt er anlässlich seines 60. Geburtstages den Vaterländischen Verdienstorden in Silber.
Schäperclaus wurde auf dem Evangelischen Friedhof Berlin-Friedrichshagen bestattet.

## Veröffentlichungen (Auswahl)
- Untersuchungen über den Stoffwechsel, insbesondere der Atmung niederer Wassertiere, in: Zeitschrift für Fischerei 23, 1925, S. 167–280
- Die Rotseuche des Aales im Bezirk von Rügen und Stralsund, ebd. 25, 1927, S. 99–128
- Lehrbuch der Teichwirtschaft, 1933, 4. Auflage 1998
- Fischkrankheiten, 1934, 5. Auflage 1990
- Bewirtschaftung von Binnenseen mit Karpfen, 1949
- Grundriß der Teichwirtschaft, 1949